# St. Georg (Immenhausen)

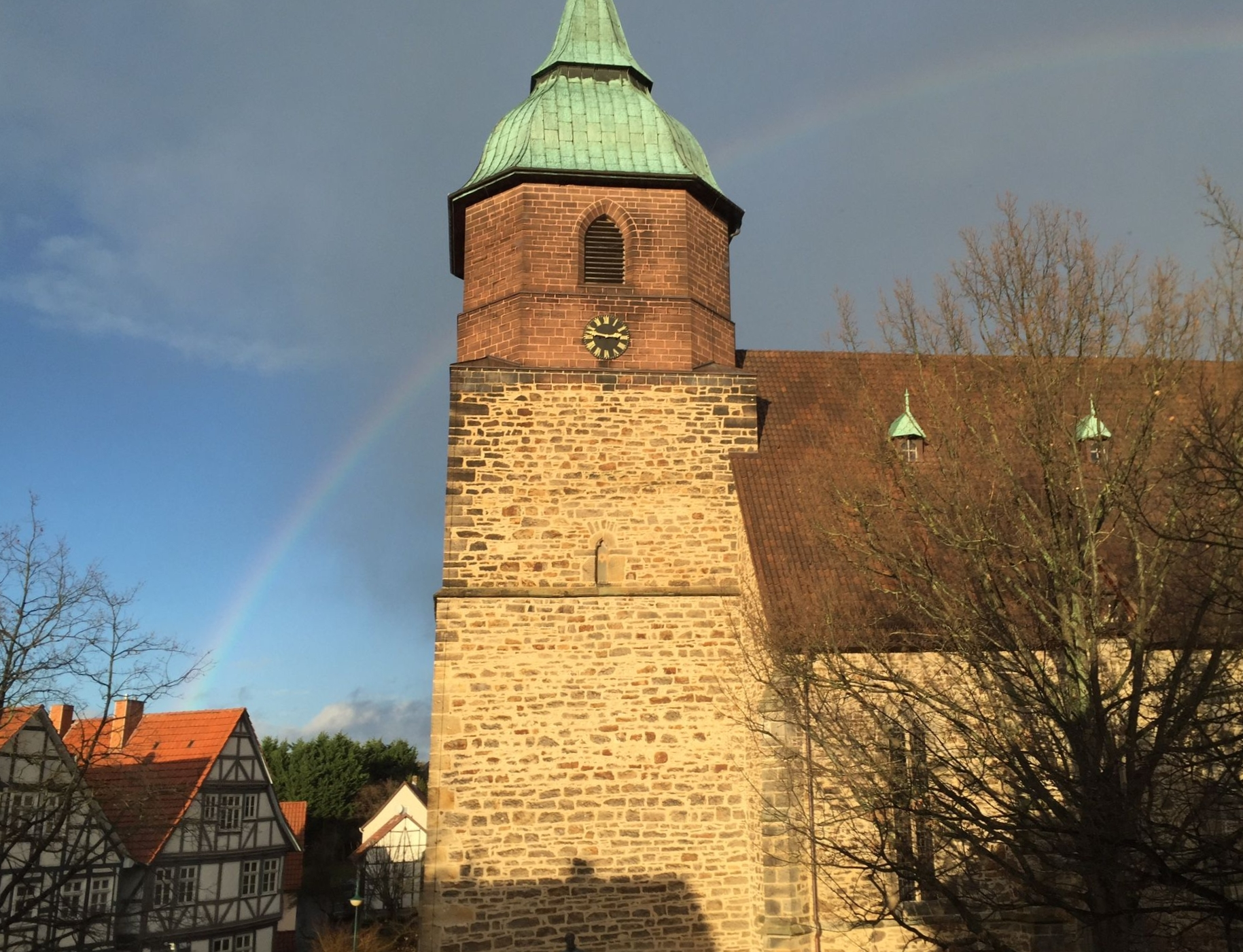
St. Georg zu Immenhausen

Die evangelische Stadtkirche St. Georg ist eine denkmalgeschützte spätgotische dreischiffige Hallenkirche in Immenhausen, einer Kleinstadt im Landkreis Kassel in Hessen (Deutschland). Sie ist nach dem Heiligen St. Georg benannt.(S. 3,21) Die Kirchengemeinde gehört zum Kirchspiel Immenhausen-Espenau im Kirchenkreis Hofgeismar-Wolfhagen der Evangelischen Kirche von Kurhessen-Waldeck.

## Geschichte
An der Stelle der heutigen Stadtkirche St. Georg wurde, vermutlich zur Zeit des Baues der Stadtmauer um 1300, eine Kirche im gotischen Stil errichtet. Durch Kriegseinwirkungen im Jahre 1385 wurde diese zerstört. Ursprünglich stand dort um 1100 ein einschiffiges romanisches Kirchengebäude, das für den Neubau abgerissen wurde. 1409 wurde mit dem Bau von St. Georg begonnen. Um die Mitte des 15. Jahrhunderts entstanden etwa 70 Wandgemälde. von 1520 bis 1523 predigte Bartholomaeus Rieseberg in der Kirche. 1662 kam es im Inneren der Kirche zu einem Brand. Bei den folgenden Renovierungsarbeiten wurde der Innenraum um eine Empore erweitert. 1848 brannte der Turm. Beim Neuaufbau erhielt der Turm einen dem Barock nachempfundenen achteckigen Turmabschluss.
1872 erfolgte eine grundlegende Renovierung, in deren Zuge die Innenausstattung neugotisch erneuert wurde. 1964 bis 1965 wurden die im 15. Jahrhundert angebrachten Wandmalereien wieder freigelegt und in den Jahren 1986 bis 1990 restauriert und konserviert. 2002 wurde Rieseberg ein Denkmal gewidmet. 2004 erfolgte eine Restaurierung des Turmäußeren.